# Antonio Domenico Gamberini
Pour les articles homonymes, voir Gamberini.
Antonio Domenico Gamberini (né le 31 octobre 1760 à Imola, dans l'actuelle province de Bologne, en Émilie-Romagne, alors dans les États pontificaux, et mort le 25 avril 1841 à Rome est un cardinal italien du XIXe siècle.

## Biographie
Après ses études à Rome et pendant l'occupation de Rome, Antonio Domenico Gamberini s'installe comme avocat. Après la restauration du gouvernement papal, il exerce diverses fonctions au sein de la Curie romaine, notamment au tribunal suprême de la Signature apostolique et à la Rote romaine. Il est nommé évêque d'Orvieto en 1825.
Le pape Léon XII le crée cardinal lors du consistoire du 15 décembre 1828. 
Le cardinal Gamberini participe au conclave de 1829 (élection de Pie VIII) et au conclave de 1830-1831 (élection de  Grégoire XVI). Après la division du secrétariat d'État en 1833, il est nommé cardinal secrétaire d'État pour les affaires internes et préfet de la Congrégation du S. Consulta et du Lauretana et des congrégations militaires et sanitaires. Il renonce au gouvernement de son diocèse en 1833 et à sa  fonction au secrétariat d'État en 1840. Il est préfet du tribunal suprême de la Signature apostolique en 1840 et camerlingue du Collège des cardinaux en 1841.

## Succession apostolique
Antonio Domenico Gamberini a ordonné les évêques suivants :
- Évêque José Ignacio Cienfuegos (es) (1828)